# Caecilia volcani
Caecilia volcani és una espècie d'amfibi de la família Caeciliidae endèmica de Panamà.
Pot mesurar fins a 32 cm longitud i presenten entre 112 i 124 plecs anulars i entre 14 i 37 de secundaris. Els seus ulls es poden veure a sota de la pell i tenen dents esplenials i taps nasals. En llibertat el seu color sol ser gris pissarra, una mica més clar al cap, llavis i part inferior del musell. Els exemplars conservats solen tenir un color gris carbó i més clar als laterals i a l'abdomen.
Habita en gran varietat d'hàbitats a una altitud d'entre 500 i 1.200 metres, com boscos tropicals o subtropicals humits, montans humits tropicals o subtropicals, plantacions, jardins rurals i zones prèviament boscoses ara molt degradades.
És una espècie endèmica de Panamà on s'han trobat exemplars a les províncies de Bocas del Toro, Chiriquí i Coclé. També se n'han trobat exemplars a Costa Rica en llocs com Río Tirimbina i la Reserva Rara Avis, la Reserva Las Brisas i la Reserva de Selva Pluvial Guayacán entre els 150 i 440 metres d'altitud, fet que fa sospitar que tingui una distribució més àmplia del que es coneix actualment.